# Паляра
Паля̀ра (на италиански: Pagliara; на сицилиански: Pagghiara, Пагиара) е село и община в Южна Италия, провинция Месина, автономен регион и остров Сицилия. Разположено е на 200 m надморска височина. Населението на общината е 1253 души (към 2011 г.).